# Quốc kỳ Yemen
Quốc kỳ Yemen (tiếng Ả Rập: علم اليمن) đã được thông qua ngày 22 tháng 5 năm 1990, là ngày mà Bắc Yemen và Nam Yemen thống nhất. Cờ chủ yếu tương tự cờ giải phóng A rập được giới thiệu sau Cách mạng Ai Cập 1952, trong đó chủ nghĩa dân tộc A rập là chủ đề thống trị. Lá cờ giải phóng A rập là nguồn cảm hứng cho những lá cờ của cả hai phía Bắc và phía Nam Yemen trước khi thống nhất và hiện tại là cờ của Ai Cập, Iraq, Sudan, và Syria.
Theo mô tả chính thức, đỏ tượng trưng cho sự đổ máu của những liệt sĩ và sự thống nhất; trắng cho tương lai tươi sáng và đen cho bóng tối đã qua. Tuy nhiên, có một số tranh cãi về lá cờ như nó chỉ là phiên bản đảo ngược 180°Của quốc kỳ Đế quốc Đức.

## Lịch sử
Trước khi Yemen đã thống nhất thành Cộng hòa Yemen ngày nay. Trong năm 1990, Yemen đã chia thành Bắc Yemen và Nam Yemen.

### Bắc Yemen
Phía Bắc sử dụng các lá cờ trên bên phải (cờ Vương quốc Mutawakkilite của Yemen) từ năm 1927 đến năm 1962, khi nó trở thành Cộng hòa Ả Rập Yemen. Cờ của Cộng hòa Ả Rập Yemen là cờ giải phóng A rập với ngôi sao xanh ở trung tâm trên vạch trắng.

Vương quốc Mutawakkilite của Yemen(1918-1923)
Vương quốc Mutawakkilite của Yemen(1923-1927)
Vương quốc Mutawakkilite của Yemen (1927–1962)
Cộng hòa Ả Rập Yemen (1962). Chú ý: đừng nhầm với Quốc kỳ Syria từ năm 1980
Cộng hòa Ả Rập Yemen(1962–1990)

### Nam Yemen
Cờ của Cộng hòa Dân chủ Nhân dân Yemen ở phía Nam là cờ giải phóng A rập với một tam giác màu xanh bên trong có ngôi sao đỏ (biểu tượng của đảng xã hội chủ nghĩa Yemen) phía bên trái lá cờ.

Colony of Aden (1937–1963)
Liên bang Nam Arabia (1962–1967)
Cộng hòa Dân chủ Nhân dân Yemen(1967–1990)

## Các lá cờ tương tự
Quốc kỳ các quốc gia Ả Rập

Cờ của Ai Cập (1972-1984)
Cờ của Ai Cập
Cờ của Iraq (1991-2004)
Cờ của Iraq (2004-2008)
Cờ của Iraq
Cờ của Libya (1969-72)
Cộng hòa Ả Rập Yemen (1962). Chú ý: đừng nhầm với Quốc kỳ Syria từ năm 1980
Cờ của Bắc Yemen
Cờ của của Nam Yemen
Cờ của Sudan
Cờ của Iraq (1963-1991)
Cờ của Syria (1963-1972)
Cờ của Cộng hòa Ả Rập thống nhất
Cờ của Syria (1972-1980)
Cờ của Syria

Quốc kỳ các nước khác

Cờ của Thượng Volta
Cờ của Đế quốc Đức (1867-1918) và cờ của Đức Quốc xã (1933-1935)